# Hôtel Boitouset
L'hôtel D'Agay dit Boitouset est un hôtel particulier situé à Besançon dans le département du Doubs.
L'hôtel fait l’objet d’une inscription au titre des monuments historiques depuis le 18 février 1942.

## Localisation
L'édifice est situé dans la rue de la convention, en face de la cathédrale cathédrale Saint-Jean dans le secteur de La Boucle de Besançon.

## Histoire
Entre 1744 et 1750, le bâtiment est construit pour Charles-François-Denis d'Agay, un chanoine du chapitre de la cathédrale Saint-Jean.
En 1794, la propriété fut vendue comme bien national.
En 1910, l'édifice est racheté par l'archevêque pour en faire la résidence des archevêques.
Il appartient depuis 1927 à l'association diocésaine.

## Architecture
L'hôtel se présente selon un plan en « U ». La façade du logis principal est en pierre de taille, et est rythmée par des pilastres.
Le portail d'entrée, ferronné, est entouré de deux piliers surmontés de médaillons entourés de coquilles et de feuillages.